# 保罗·卡萨蒂

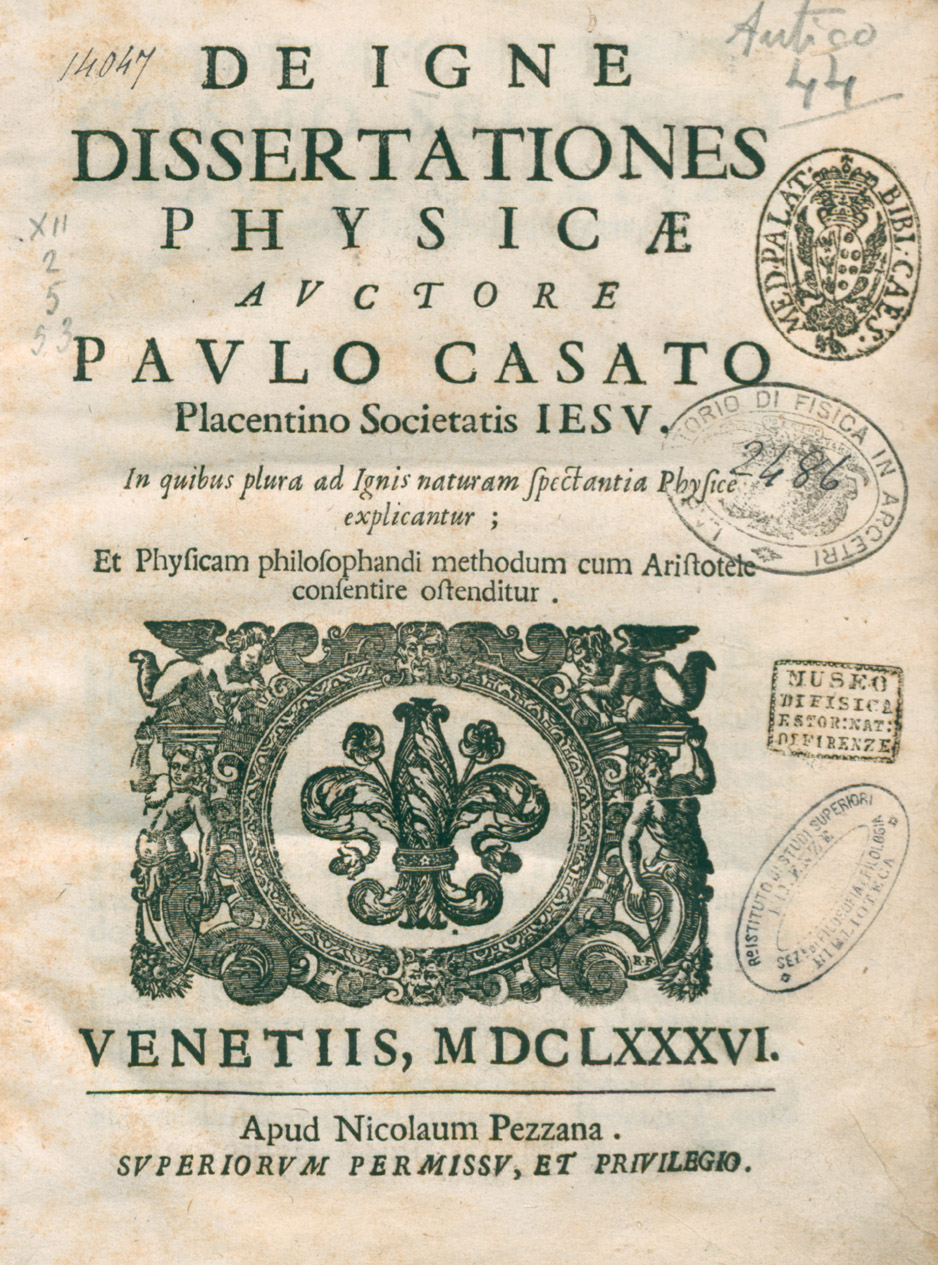
De igne, 1686

保罗·卡萨蒂（拉丁語：Paulus Casatus；1617年—1707年12月22日）是一位意大利耶稣会数学家，出生于皮亚琴察一户来自米兰的家庭。1634年他加入了耶稣会，在完成数学和神学的学习后来到罗马，在罗马学院负责教授哲学、神学和数学。

## 瑞典之行
1651年，卡萨蒂被派往斯德哥尔摩以摸清瑞典克里斯蒂娜女王皈依天主教的诚意。不久，他又回到罗马。1677年，他搬到帕尔马耶稣会学院，在那里直到去世。

## 《地球运动的机制》
1658年，在他发表的天文著作《地球运动的机制》中，他想象了一次与伽利略、保罗·古尔丁（Paul Guldin）和马兰·梅森之间，就有关宇宙、地理、天文及大地测量等智力问题的对话。例如，他们讨论了如何测定地球的大小、漂浮体、毛细管现象，还描述了1654年奥托·冯·格里克所做的真空实验。值得注意的是，该本书反映了对伽利略观点的一种积极的看法，这与教会对伽利略的定罪才仅仅过了25年。

## 真空理论
1649年在热那亚发表的《被禁止真空》一文中，卡萨蒂探讨了可怕的真空假说（大自然厌恶真空）。卡萨蒂暗示了真空和大气压力的存在，但这并非是通过他的科学观察，而是他遵守天主教思想来得出结论，没有任何暗示上帝不存在和重回创世之前空虚世界的东西。

## 纪念
月球上的卡萨屠斯环形山以他的名字命名。

## 其他著作
- 《Fabrica et uso del compasso di proportione》（1664年），一部介绍制作和使用比例规的著作；
- 《Le ceneri dell'Olimpo ventilate 》（1673年），有关气象学的对话；
- 《De gli horologi solari》，有关日晷的制作；
- 《Exercitationes matheseos candidatis exhibitaæ》（1698年）（未发表的手稿）：一部代数和几何集。